# Psyche (Claes)
Psyche is een historische roman (2006) van de Vlaamse auteur Paul Claes.

## Situering
Het in 37 korte hoofdstukken vertelde verhaal is gesitueerd in de 2e eeuw na Chr. in de nadagen van Rome als de intellectueel ontwikkelde en vloeiend Grieks sprekende Romeinse keizer Hadrianus samen met zijn jonge vriend Antinous op reis gaat naar het land met de oudste goden: Egypte. Zij reizen incognito, gegidst door de Egyptische priester Pankrates. De inheemse bevolking wantrouwt de vreemde heerser temeer daar Rome de pachters zwaar belast door jaarlijks beslag te leggen op hun graan. Hadrianus lot wisselt tussen redding en ondergang, voortgaande op voorspellingen van geraadpleegde filosofen en magiërs. Na een bezoek aan het graf van Alexander de Grote vertrekt het drietal via de Nijl naar de heilige plaats Kanopos, gelegen aan de meest westelijke Nijlmonding om in de tempel van Serapis het droomorakel te raadplegen. Daarna wordt de lange tocht op de Nijl naar Thebe een verschrikking waarbij Antinous in duistere omstandigheden in de Nijl omkomt. Pankrates weet te vertellen dat al wie in de Nijl verdrinkt, als een God wordt herboren. Hadrianus laat daarop Antinous' lichaam voor eeuwig verrijzen in een volmaakt marmeren beeld als laatste god van het heidendom: het koele Griekse schoonheidsideaal tegenover het vernederde en gekruisigde lichaam van het christendom.